# Al-Shamal SC Stadium
Das al-Shamal SC Stadium ist ein Fußballstadion in der katarischen Stadt Madīnat asch-Schamāl, Hauptstadt der Gemeinde asch-Schamal, an der Nordspitze des Emirats. Es liegt im äußersten Osten der Stadt und bietet Platz für 5000 Zuschauer.

## Geschichte
Das Stadion wurde von 2008 bis 2011 errichtet und ist seitdem die Heimspielstätte des Fußballvereins al-Shamal SC der Qatar Stars League. Mitte der 2010er Jahre wurde es mit Flutlicht ausgestattet. Die deutsche Fußballnationalmannschaft nutzte die Anlage während der Fußball-Weltmeisterschaft 2022 als Trainingsstätte.

## Architektur
Die Sportstätte ist der in der Nähe liegenden Festung Al Zubāra Fort nachempfunden.

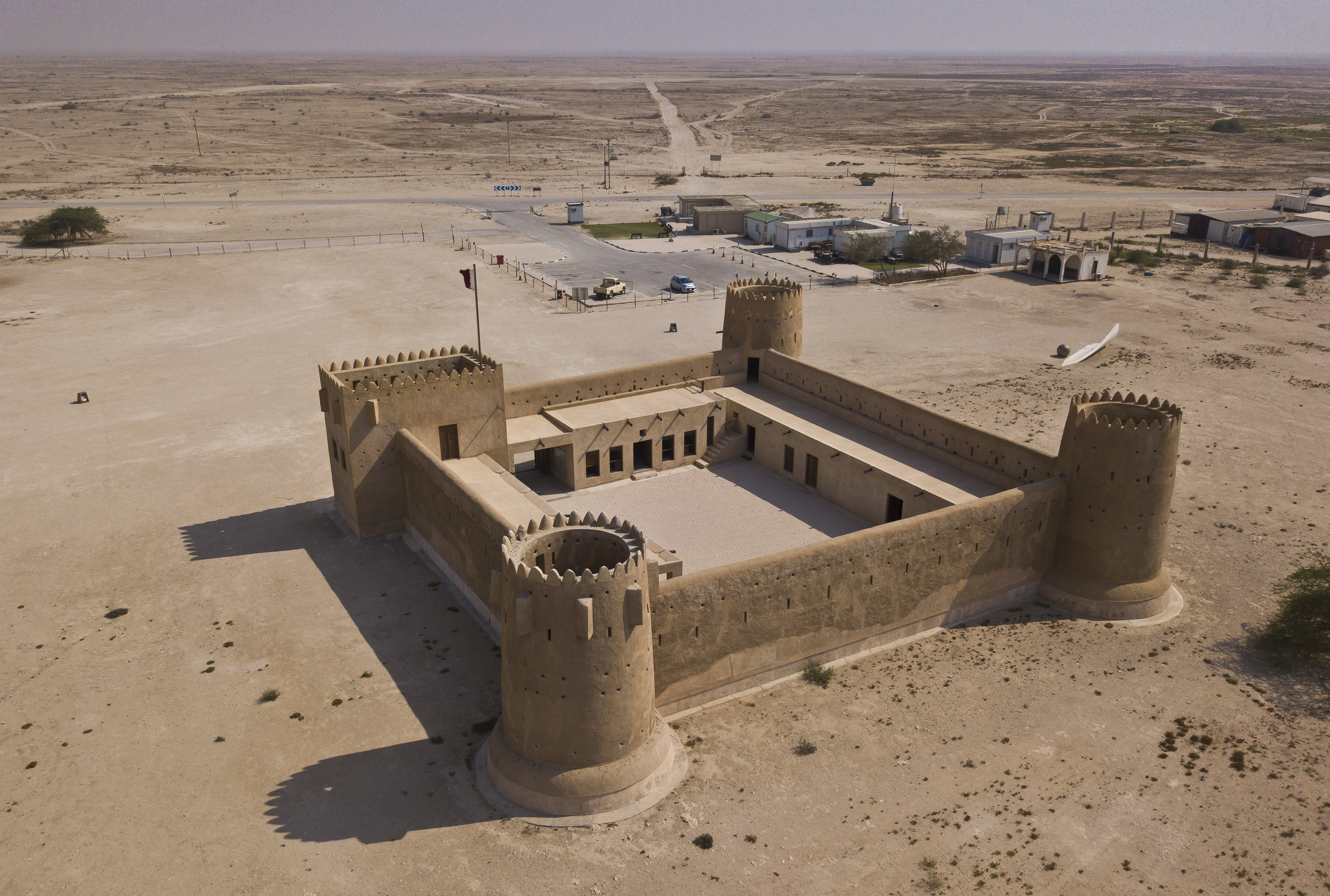
Die Festung Al Zubāra Fort als Vorbild des al-Shamal SC Stadium